# 汪直 (海盗)
汪直（？—1560年1月22日），一說王直，又名五峰，号五峰船主，南直隸徽州歙县柘林人，明朝武裝海商集團（倭寇）首領。或說本名王直，曾冒用母姓，化名汪直。

## 生平
传说中王直生有異象，“少落魄，有任侠气，及壮多智略，善施与，以故人宗信之。”，嘉靖十九年（1540年）王直偕同徐惟学、叶宗满等在广东打造海船，“置硝黄丝棉等违禁货物，抵日本、暹罗、西洋诸国往来贸易”，牟取暴利。由于海外贸易在当时为非法活动，一開始王直加入徽州府歙县同乡的许栋集团，召“诱佛郎机夷，往来浙海，泊双屿港，私通贸易。”许栋和李光头相继被明军朱纨剿滅，王直遂另起炉灶，自立为船主。“遂起邪谋，招聚亡命，勾引倭奴多郎、次郎、四助四郎等，造巨舰，联舫一百二十步，可容二千人，上可驰马。”王直成為當時東亞一個大型武裝海商集團的首领，並接受日本戰國大名松浦隆信的邀約，以九州外海屬於肥前國的平户島（属今长崎县）为基地，從事海上貿易。
开始时，王直仍对朝廷抱有极大的期望，在地方官员默许“私市”的暗示下，他主动配合官府，十分卖力。嘉靖三十一年（1552年），吞并福建海盗首领陈思盼。同年，先在平户立国号“宋”，自称「徽王」，后在定海称“净海王”。当时“海上之寇，非受（王）直节制者，不得存”，并试图在舟山沥港重建双屿港的繁华。然而嘉靖三十二年（1553年）闰三月一个深夜，明廷派总兵俞大猷围歼王直，王直遣徐海、陈东、萧显、叶麻等勾结倭寇，后败走日本。双屿港与沥港的相继覆灭，海禁严厉的明朝兼有海盗（倭寇）的活动，有大量是中國沿海居民，由商、民转为寇、盗，让浙江的国际海上贸易网络遭受重创。自此，明清时代的浙江沿海再无和平经营之海商的容身之地。
嘉靖三十三年（1554年）四月，胡宗宪受命出任浙江巡按监察御史，官至兵部左侍郎兼都察院左佥都御史，总督南直隶、浙、福等处军务，负责东南沿海的抗倭重任，胡宗宪遺使蔣洲和陳可願至日本與王直養子王滶（毛海峰）交涉，遂见王直，晓以理，动以情。当得知亲人无恙，他不禁喜极而泣，并向来使诉苦：“我本非为乱，因俞总兵图我，拘我家属，遂绝归路。”而对于通商互市的承诺，他更加无法抗拒。王直表示愿意听从命令，王直將蔣洲留在日本，命毛海峰護送陳可願回國面見胡宗憲，具體商量招撫和互市事誼。胡宗憲厚撫毛海峰，使王直消除了疑慮。
胡宗憲邀王直至回國，希望能與他詳談招撫之事，並以貼身親信夏正作為人質，王直遂回國等候接見。嘉靖三十七年（1558年）王直至杭州游玩，被巡按御史王本固于二月五日逮捕下狱。朝廷三司集议时说王直勾引倭夷，恶贯滔天，神人共怒。胡宗宪鉴于朝廷的压力，上书说王直当斩，叶宗满等已经归顺，不应处死。明世宗下诏处死王直，将叶宗满等充军流放。《明世宗实录》卷478，胡宗宪谓：“（王）直等勾引倭夷，肆行攻劫，东南绎骚，海宇震动。臣等用间遣谍，始能诱获。乞将直明正典刑，以惩于后。宗满、汝贤虽罪在不赦，然往复归顺，曾立战功，姑贷一死，以开来者自新之路。”明世宗下诏：“直背华勾夷，罪逆深重，命就彼枭示，宗满、汝贤既称归顺报功，姑待以不死，发边卫永远充军。”王直至死也不肯承认勾结倭寇入侵之罪，早先面对胡宗宪的指责，他便反驳道：“总督公之听误矣！直为国家驱盗非为盗者也！”下狱时亦连声追问：“吾何罪？吾何罪？”还写下了《自明疏》，理直气壮地申辩：“窃臣直觅利商海，卖货浙福，与人同利，为国捍边，绝无勾引党贼侵扰事情，此天地神人所共知者。”历数自己剿贼的功劳后，他仍祈求皇上开放海禁，并承诺“效犬马微劳驰驱”，“愿为朝廷平定海疆。”嘉靖三十八年（1560年）十二月二十五日王直被斩首于杭州省城官巷口，臨刑前見兒子最後一面。王直子抱持而泣，王直拿一根髻金簪授其子歎曰：「不意典刑茲土！」至死不撓。其妻子被赏给功臣之家为奴。毛海峰得知王直下獄後，誅殺人質夏正並肢解之。噩耗传来，胡宗宪“亲临海边望祭之，恸哭不已，军将皆堕泪不能仰视。”
之后俞大猷围攻在岑港被明軍包围的毛海峰，久攻不下，最后在俞的参将戚继光指挥下攻滅毛海峰。王直被處死後，由於群龍無首，倭寇之患又严重起来。
明末清初史学家谈迁认为胡宗宪当初许诺不杀王直，之后朝廷议论汹汹便不敢坚持己见。要是王直活着，还能约束海盗，他死后则战火不断。

## 相关事迹
史料描写王直的赫赫威仪：“绯袍玉带，金顶五檐黄伞……侍卫五十人，皆金甲银盔，出鞘明刀”，其建造的巨舰可容纳两千人，甲板上可以驰马往来，而“三十六岛之夷，皆其指使”。然而，就是这样一个海上帝王般的王直，在明廷却视为“东南祸本”，名列通缉令榜首。
2000年，日本长崎县福江市的12名日本人在王直原籍安徽黄山市歙县捐资修建了王直墓。王直墓引起了网络和舆论对王直的功过是非的激烈争论。2005年1月31日晚，两位认为王直是汉奸的大学教师砸毁了王直墓碑。其中的郭泉后因政治异见而被捕。

## 影视
著名武俠電影導演胡金銓在1975年執導電影《忠烈圖》（Valiant Ones），即是以明朝掃蕩以王直為首的集團。此外，还有由香港导演李惠民执导，由洪金宝、崔林、李铭顺、李曼、刘莹、欧萱、陈之辉、秦焰等主演的34集电视剧《少林僧兵》。该剧中王建新饰演王直。

## 纪念
日本长崎县平户市松浦史料博物馆外竖立着一座不足一米高的王直铜像。在王直定居日本平户期间，经过他的经营和影响下，平户当时从一个海滨小城发展成为日本的海上贸易重镇，他深受当地领主欢迎。其“东方商人”的精神风貌被日本商界视为典范，被尊为“大明国的儒商”。因此平户人每年都隆重纪念王直。